# Gliese 436
Gliese 436 (GJ 436) è una piccola stella nana rossa che dista circa 30 anni luce dalla Terra, nella costellazione del Leone.
Attorno ad essa è stato scoperto un pianeta extrasolare dal diametro di 50.000 km, battezzato Gliese 436 b, e dalle misurazioni della velocità radiale si evincono due possibile compagni non ancora confermati. 

## Proprietà
Lo spettro di questa stella indica che è di classe M2.5 V, il che la colloca tra un gruppo popoloso di stelle di piccola massa note come nane rosse. La classe di luminosità di 'V' indica che si tratta di una stella di sequenza principale e che la produzione di energia dalla fusione nucleare dell'idrogeno avviene in corrispondenza della zona centrale. Modelli standardizzati per questa stella forniscono una dimensione stimata di circa il 42% del raggio del sole. Lo stesso modello predice l'atmosfera esterna che ha una temperatura di 3.318 K, che conferisce il colore rosso-arancio di una classica stella di questo tipo. Essa ha una magnitudine apparente di 11°. GJ 436 è più vecchio del Sole di diversi miliardi di anni ed è ricca di elementi pesanti (con masse maggiori di elio-4), pari al 48% del Sole. La velocità di rotazione prevista è di 1,0 km/s, e la cromosfera ha un basso livello di attività magnetica.

## Sistema planetario

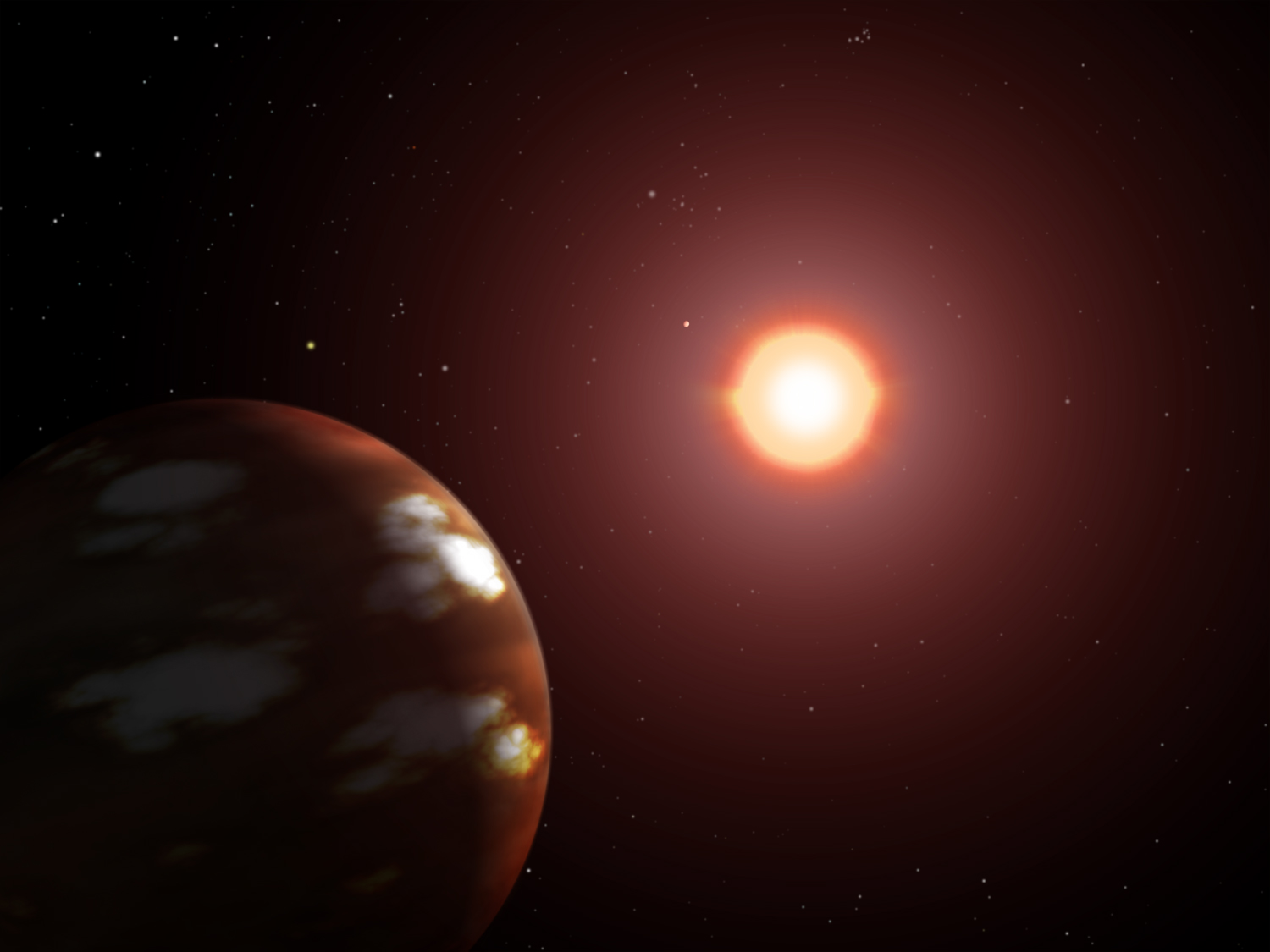
Rappresentazione artistica del sistema planetario Gliese 436

Gliese 436 b è stato scoperto nel 2004, ed è uno dei primi pianeti delle dimensioni di Nettuno individuati al di fuori del nostro sistema solare. Nel 2007 è stato osservato un transito del pianeta sulla propria stella. Grazie al transito è stato possibile determinare il raggio (4,32 raggi terrestri) e la massa (22,2 masse terrestri). Se paragonato con Giove esso ha una massa di 0,074 e un diametro medio del 37%. Molto probabilmente il pianeta è costituito da "ghiaccio caldo", cioè acqua mantenuta allo stato solido dalla pressione, nonostante le alte temperature.
Nel 2008, i ricercatori hanno annunciato la scoperta di un secondo pianeta, Gliese 436 c, attraverso l'analisi della sua influenza sull'orbita di Gliese 436 b. Con una massa 5 volte quella della Terra, il suo raggio sarebbe del 50% più grande del nostro pianeta. L'analisi delle velocità radiali rivela un significativo dato corrispondente ad un periodo orbitale vicino alla risonanza orbitale 2:1 con il pianeta precedentemente scoperto. Il raggio orbitale dalla stella sarebbe pari a 0,045 ± 0,004 UA, con un periodo orbitale di 5,2 giorni. Tuttavia, ulteriori studi sembrano escludere che le perturbazioni osservate nell'orbita di Gliese 436 b siano riconducibili alla presenza di un secondo pianeta. Per quanto ancora ritenuta plausibile, l'esistenza di Gliese 436 c è rimasta senza conferma.
Inoltre, nel luglio 2012 è stato ha annunciato la scoperta di un eventuale terzo pianeta chiamato UCF-1.01 che sarebbe due terzi delle dimensioni della Terra. Esso completa un'orbita intorno a Gliese 436 ogni 1,36 giorni. Tuttavia i dati sono ancora da confermare. Gli astronomi credono anche di aver trovato delle prove dell'esistenza di un terzo pianeta, UCF-1.02 ("Gliese 436 d"), che è di dimensioni simili.
| Pianeta                   | Massa              | Periodo orb.        | Sem. maggiore       | Eccentricità |
| ------------------------- | ------------------ | ------------------- | ------------------- | ------------ |
| b                         | 0,0737 ± 0,0052 MJ | 2,6439 ± 1,6 giorni | 0,02887 ± 0,00095UA | 0,15 ± 0,012 |
| UCF-1.01 (non confermato) | 1/3 MJ             | 1,36                | 0,018 UA            | sconosciuta  |
| c (non confermato)        | 5 MJ               | 5,2                 | 0,045 UA            | sconosciuta  |